# VR Bank Mittlere Oberpfalz
Die VR Bank Mittlere Oberpfalz eG ist eine Genossenschaftsbank mit Sitz in Schwandorf im Regierungsbezirk Oberpfalz in Bayern. Die Bank ging aus der Fusion der Raiffeisenbank im Naabtal eG und der VR Bank Burglengenfeld eG hervor.
Als VR-Bank betreibt sie das Universalbankgeschäft mit Unterstützung von Vertrags- und Verbundpartnern. Sie verfügt über ein Filialnetz von 16 Geschäftsstellen, in denen die Kunden nach dem genossenschaftlichen Grundgedanken betreut werden.

## Geschichte

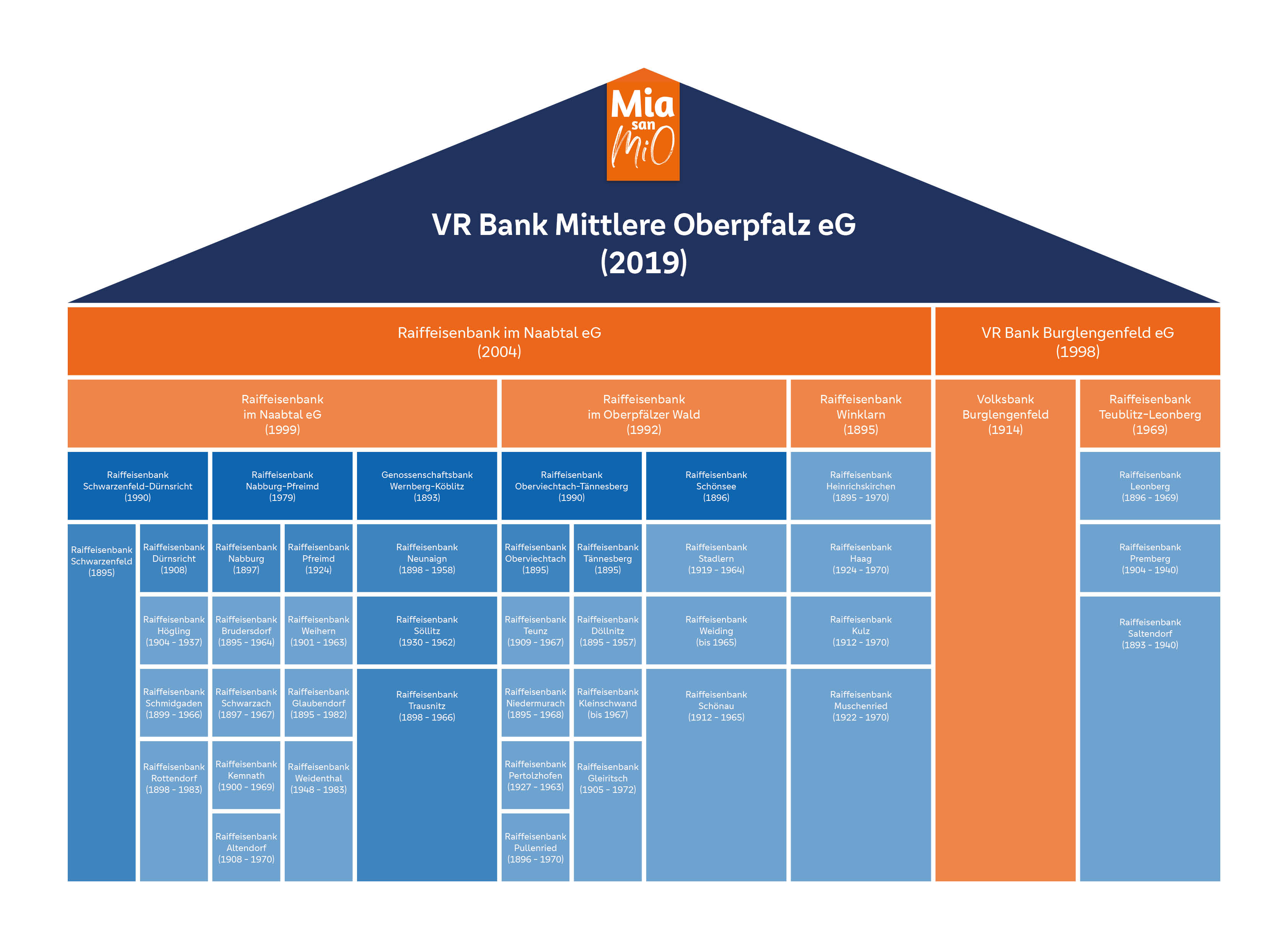
Die Entstehung der heutigen VR Bank Mittlere Oberpfalz eG aus Ihren Wurzeln.

## Niederlassungen
Das Geschäftsgebiet der VR Bank Mittlere Oberpfalz eG umfasst insgesamt 14 Geschäftsstellen sowie 2 SB-Stellen, die sich alle im Landkreis Schwandorf befinden, mit Ausnahme der Geschäftsstelle Tännesberg, diese liegt im angrenzenden Landkreis Neustadt an der Waldnaab.

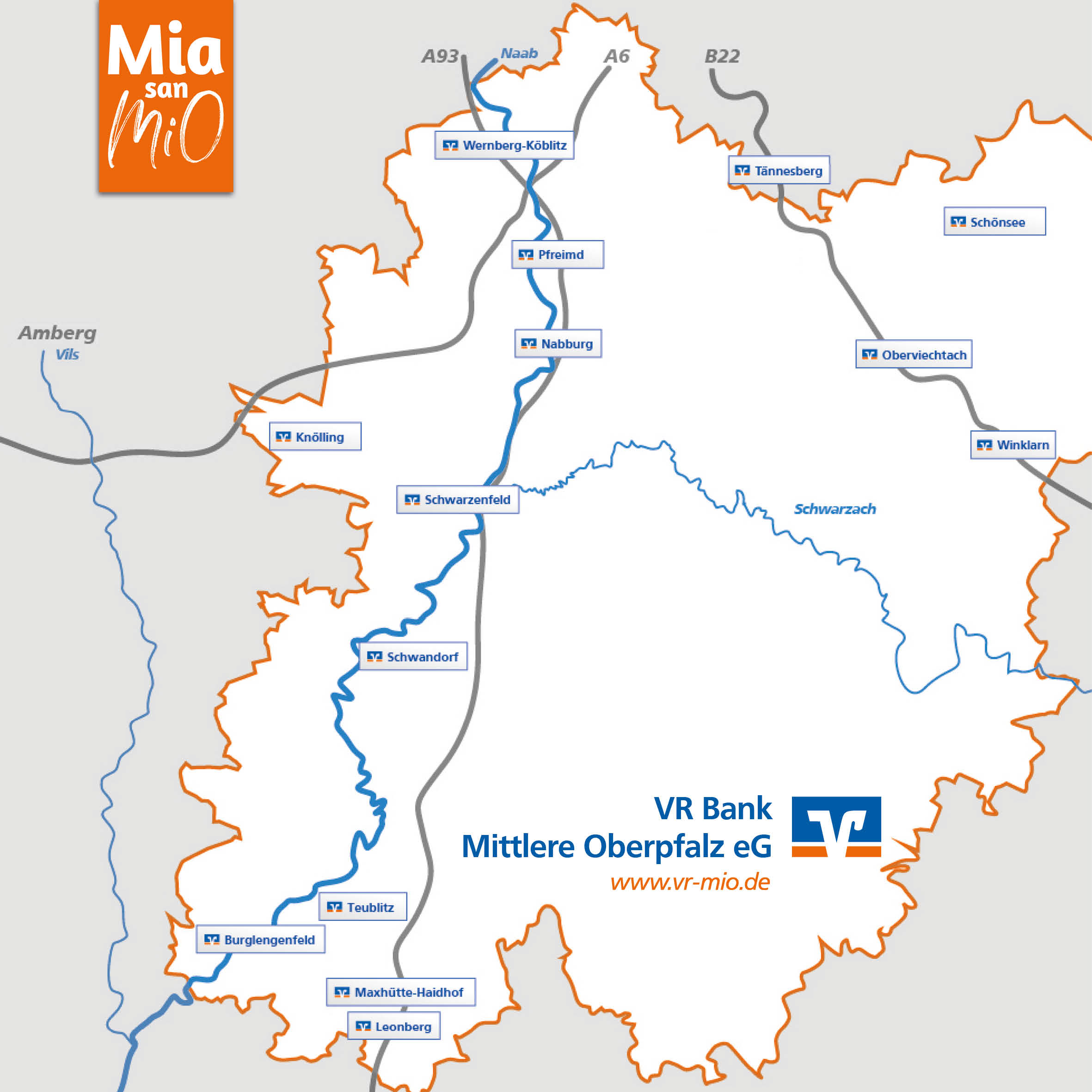
Das Geschäftsgebiet der VR Bank Mittlere Oberpfalz eG.

Das Geschäftsgebiet erstreckt sich von Wernberg im Norden bis Leonberg im Süden sowie von Knölling im Westen bis Winklarn im Osten. 
| Geschäftsstelle     | Straße                | Postleitzahl | Ort              |
| ------------------- | --------------------- | ------------ | ---------------- |
| Burglengenfeld      | Marktplatz 8          | 93133        | Burglengenfeld   |
| Knölling            | Amberger Str. 3       | 92269        | Fensterbach      |
| Leonberg            | St.-Leonhards-Platz 2 | 93142        | Maxhütte-Haidhof |
| Maxhütte-Haidhof    | Bahnhofstr. 44        | 93142        | Maxhütte-Haidhof |
| Nabburg             | Georgenstr. 34        | 92507        | Nabburg          |
| Oberviechtach       | Bahnhofstr. 6         | 92526        | Oberviechtach    |
| Pfreimd             | Freyung 1             | 92536        | Pfreimd          |
| Schönsee            | Hauptstr. 10          | 92539        | Schönsee         |
| Schwandorf          | Schwaigerstr. 3       | 92421        | Schwandorf       |
| Schwarzenfeld       | Schwägerlstr. 7       | 92521        | Schwarzenfeld    |
| Tännesberg          | Marktplatz 22         | 92723        | Tännesberg       |
| Teublitz            | Am Raiffeisenplatz 1  | 93158        | Teublitz         |
| Wernberg            | Marktplatz 6          | 92533        | Wernberg-Köblitz |
| Winklarn            | Bahnhofstr. 14        | 92599        | Winklarn         |
| SB-GS Naabtalcenter | Regensburger Str. 60  | 93133        | Burglengenfeld   |
| SB-GS Ponholz       | Almenstr. 22          | 93142        | Maxhütte-Haidhof |

## Organisationsstruktur
Die Bank ist eine eingetragene Genossenschaft, deren Rechtsgrundlagen das Genossenschaftsgesetz und die durch die Vertreterversammlung der Bank erlassene Satzung sind. Organe der Bank sind der Vorstand, der Aufsichtsrat und die Vertreterversammlung. Der Vorstand der VR Bank Mittlere Oberpfalz eG besteht aus vier Mitgliedern, die vom Aufsichtsrat bestellt wurden. Der Aufsichtsrat wird von der Vertreterversammlung gewählt. Die Vertreterversammlung der Mitglieder ist das zentrale Willensbildungsorgan der Bank.

## Wirtschaftliche Daten
Die VR Bank Mittlere Oberpfalz eG verfügt über 14 Geschäftsstellen sowie 2 SB-Geschäftsstellen. Für 2021 wird eine Bilanzsumme von mehr 1.275 Mio. Euro ausgewiesen. Von den 52.991 Kunden sind 19.887 zugleich Mitglieder.

## Sicherungseinrichtung
Neben der gesetzlichen Einlagensicherung ist die VR Bank Mittlere Oberpfalz eG der Sicherungseinrichtung des Bundesverbands der Deutschen Volksbanken und Raiffeisenbanken e. V. (BVR) angeschlossen. Diese Einrichtung betreibt Einlagenschutz, wodurch die Einlagen (Sparbriefe, Spar-, Termin- und Sichteinlagen sowie von angeschlossenen Banken ausgegebene Inhaberschuldverschreibungen und Zertifikate) von Kunden in unbegrenzter Höhe gesichert sind.

## Mitgliedschaft
Zweck der Genossenschaft ist die wirtschaftliche Förderung und Betreuung der Mitglieder.
Die VR Bank Mittlere Oberpfalz eG als Genossenschaftsbank wird von rund 19.887 Mitgliedern getragen. Mitglieder sind Miteigentümer, Träger und Kunden der Bank sowie Kapitalgeber und Gewinnbeteiligte. Die Mitglieder haben die Möglichkeit, sich am demokratischen Entscheidungsprozess der Genossenschaft zu beteiligen. Auf der jährlich stattfindenden Vertreterversammlung erhalten die Vertreter Informationen über die geschäftspolitische und wirtschaftliche Entwicklung der Bank. Die Mitglieder erhalten jeweils nach der Vertreterversammlung die Dividende für Ihre Geschäftsanteile.
Zusätzlich bietet die VR Bank auch den „VR-MitgliederBonus“ an. Dabei handelt es sich um ein Bonusprogramm, bei dem Sie als Mitglied durch die Nutzung der Angebote der VR Bank Mittlere Oberpfalz eG jährlich Punkte sammeln, die bares Geld wert sind. Je intensiver die Geschäftsbeziehung mit der Bank ist, desto mehr Punkte sammeln Sie und desto höher ist der Auszahlungsbetrag. Die Menge der Punkte, die Sie einlösen können, ist dabei abhängig von der Anzahl der gezeichneten Geschäftsanteile.

## Verbundpartner
Die VR Bank Mittlere Oberpfalz kooperiert mit den Finanzpartnern in der Genossenschaftlichen FinanzGruppe Volksbanken Raiffeisenbanken. Diese eigenständigen Partnerunternehmen ergänzen oder erweitern die Produkt- und Dienstleistungspalette der VR Bank Mittlere Oberpfalz eG.
Zu den Verbundpartnern zählen:
- Bausparkasse Schwäbisch Hall
- DZ Hyp
- DZ-Bank
- DZ Privatbank
- Münchener Hypothekenbank
- R+V Versicherung
- Teambank (e@syCredit)
- Union Investment
- VR Smart Finanz

Ein weiterer Partner außerhalb des Verbunds der Bank ist die Allianz Versicherung.

## Arbeitgeber & Ausbildungsbetrieb
Die VR Bank Mittlere Oberpfalz eG beschäftigt heute (Stand: 31. Dezember 2021) 210 Mitarbeiter und 20 Auszubildende.
Die Finanzgruppe Volksbanken Raiffeisenbanken wurde bereits mehrmals als „Top Arbeitgeber“ in verschiedenen Rubriken ausgezeichnet. Bei der jährlich stattfindenden Umfrage des Marktforschungsinstituts „trendence“ war die Bankengruppe auch im Jahr 2022 wieder in dem Ranking „Top 100 Arbeitgeber für Studierende“ und „Top 100 Arbeitgeber für Schüler“ vertreten.
Die VR Bank bietet die Ausbildung als Bankkaufmann (m/w/d) sowie das VR Verbundstudium (m/w/d) als duales Studium an.

## Gesellschaftliches Engagement
Die VR Bank Mittlere Oberpfalz eG fördert aktiv die Entwicklung der Region. Dazu gehört die Unterstützung von Vereinen, gemeinnütziger Einrichtungen sowie Kindergarten- und Schulprojekten. Im Jahr 2021 betrug das Spendenvolumen für die Region 115.000 Euro.